# 国鉄タ550形貨車
国鉄タ550形貨車（こくてつタ550がたかしゃ）は、かつて日本国有鉄道（国鉄）およびその前身である鉄道省等に在籍した私有貨車（タンク車）である。
本形式と同じ専用種別であるタ580形、タ520形、タ2800形についても本項目で解説する。

## タ550形
タ550形は日本初の高圧ガス（液化アンモニア）輸送用の10t積三軸タンク車として1933年（昭和8年）3月10日から1936年（昭和11年）7月1日にかけて3ロット5両（タ550 - タ554）が川崎車輛、大阪鉄工所の2社にて製作された。その後三軸車は新規製作が禁止されたため、増備は次級のタ580形（二軸車）に譲るかたちとなった。
本形式の他に液化アンモニアを専用種別とする形式は、タ520形（2両、後述）、タ580形（30両、後述）、タ2800形（3両、後述）、タム5800形（19両）、タム5850形（1両）、タサ4100形（142両）、タサ5800形（2両）、タキ4100形（2代）（44両）、タキ18600形（128両）の9形式がある。
落成時の所有者は海軍火薬廠、旭ベンベルグ絹糸（後の旭化成工業、現:旭化成）の1廠1社であった。
塗色は白であり、全長は9,500mm、全高は3,380mm、軸距は2,750mm+2,750mm、実容積は19.0m3、自重は18.1t-25.5t、換算両数は積車3.0、空車2.0、最高運転速度は65km/h、走り装置は一段リンク式の三軸車である。
1968年（昭和43年）9月30日に最後まで在籍した2両（タ552,タ553）が廃車になり同時に形式消滅となった。

## タ580形
タ580形は液化アンモニア専用の10t積タンク車として1935年（昭和10年）10月19日から1955年（昭和30年）7月4日にかけて28両（タ580 - タ591、タ595 - タ597、タ1580 - タ1592）が大阪鉄工所、新潟鐵工所等にて製作された。
塗色は白であり、全長は8,800mm-10,300mm、台車中心間距離は4,900mm-6,220mm、実容積は18.9m3-19.1m3、自重は26.1t-27.1t、換算両数は積車3.5、空車2.4、最高運転速度は75km/hである。
1975年（昭和50年）12月26日に最後まで在籍した1両（タ1592）が廃車になり同時に形式消滅となった。

## タ520形
タ520形は液化アンモニア専用の5t積タンク車として1949年（昭和24年）5月31日に2両（タ520 - タ521）が製作された。
所有者は昭和電工であり、その常備駅は鶴見線の扇町駅であった。
塗色は白であり、全長は8,370mm、実容積は10.4m3、自重は14.2t、換算両数は積車2.0、空車1.4、最高運転速度は65km/hである。
1965年（昭和40年）3月15日に最後まで在籍した1両（タ520）が廃車となり同時に形式消滅となった。

## タ2800形
1955年（昭和30年）7月15日にタキ4000形より3両（タキ4002,タキ4007,タキ4008→タ2800,タ2802,タ2803）が専用種別変更改造（濃硫酸→液化アンモニア）され形式名は新形式であるタ2800とされた。 番号に欠番が生じているのは当初5両の改造工事が予定されていたが2両が中止になったためである。種車となった車両は、1937年（昭和12年）8月13日から同年8月21日にかけて新潟鐵工所にて製作された車両である。
改造に際してタンク体はボイラー鋼板（SB42、現在のSB410）にて新製されマンホール弁を装備した。
所有者は日東化学工業であり、その常備駅は東海道本線貨物支線（通称、高島線）の新興駅であった。
塗色は白であり、全長は10,450mm、台車中心間距離は6,500mm、実容積は22.9m3、自重は25.1t-26.2t、換算両数は積車4.0、空車2.6、最高運転速度は75km/h、台車はアーチバー式のTR20である。
1973年（昭和48年）5月28日に3両そろって廃車となり同時に形式消滅となった。